# Vârșolț (gmina)
Vârșolț – gmina w Rumunii, w okręgu Sălaj. Obejmuje miejscowości Recea, Recea Mică i Vârșolț. W 2011 roku liczyła 2209 mieszkańców.